# Gare de Dammartin - Juilly - Saint-Mard
La gare de Dammartin - Juilly - Saint-Mard est une gare ferroviaire française de la ligne de La Plaine à Hirson et Anor (frontière), située sur le territoire de la commune de Saint-Mard, dans le département de Seine-et-Marne, en région Île-de-France.
C'est une gare de la Société nationale des chemins de fer français, (SNCF) desservie par des trains Transilien et TER Hauts-de-France.

## Situation ferroviaire
Établie à 111 m d'altitude, la gare de Dammartin - Juilly - Saint-Mard est située au point kilométrique (PK) 34,261 de la ligne de La Plaine à Hirson et Anor (frontière), entre les gares de Thieux - Nantouillet et du Plessis-Belleville.
Elle est équipée de deux quais : le quai « 1 », pour la voie « 2 », et le quai « 2 », pour la voie « 1 », qui disposent chacun d'une longueur utile de 232 m.

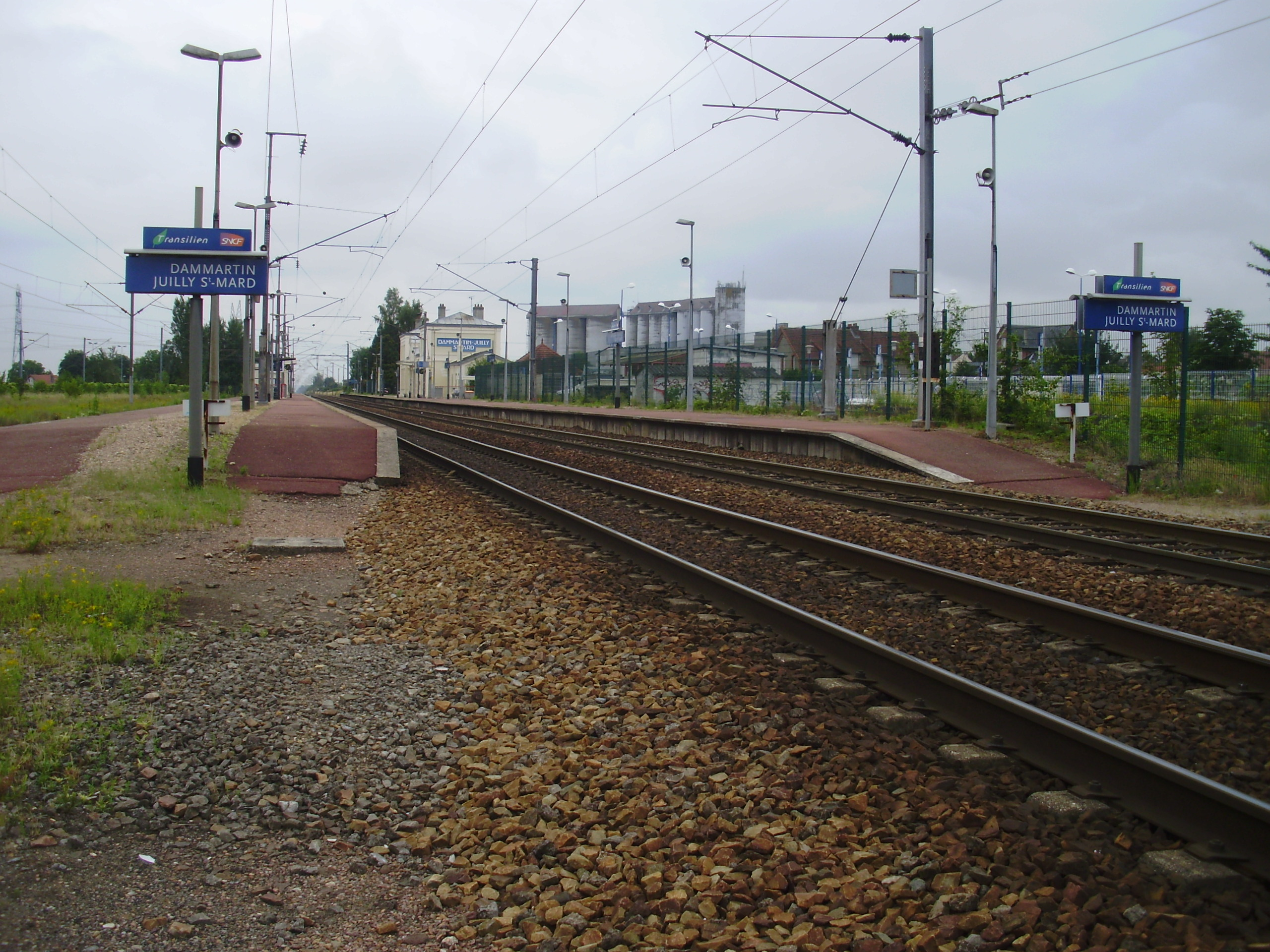
Vue d'ensemble des voies, des quais et, à l'arrière-plan, du bâtiment voyageurs.

## Histoire
Entre fin 1910 et 1938, la gare a été également desservie par le tramway de Meaux à Dammartin à voie métrique, qui utilisait la dénomination Saint-Mard-Nord en référence à la Compagnie des chemins de fer du Nord avec laquelle elle établissait la correspondance. Les trains de voyageurs s'arrêtaient sur la place de la gare, et les trains de marchandises disposaient d'un faisceau de transit le long des installations marchandises du grand réseau.

## Fréquentation
De 2015 à 2023, selon les estimations de la SNCF, la fréquentation annuelle de la gare s'élève aux nombres indiqués dans le tableau ci-dessous.
| Année     | 2015    | 2016    | 2017      | 2018      | 2019    | 2020    | 2021    | 2022    | 2023    |
| --------- | ------- | ------- | --------- | --------- | ------- | ------- | ------- | ------- | ------- |
| Voyageurs | 876 390 | 939 476 | 1 002 882 | 1 027 727 | 992 824 | 323 608 | 808 825 | 955 503 | 948 430 |

## Service des voyageurs

### Accueil
Gare SNCF, elle disposait d'un bâtiment voyageurs avec guichet, ouvert tous les jours jusqu'au 01/03/2022. Elle est néanmoins équipée d'automates pour l'achat de titres de transport.

### Desserte
La gare de Dammartin - Juilly - Saint-Mard est desservie par des trains du réseau Transilien (Transilien Paris-Nord (ligne K)) et par la ligne K15 du réseau TER Hauts-de-France, qui effectue des missions semi-directes entre les gares de Paris-Nord et de Laon.
S'agissant de la dernière gare avant la région des Hauts-de-France, les titres de transport relevant de la tarification de Île-de-France Mobilités ne sont pas valables au-delà.

### Intermodalité
Le stationnement des véhicules est possible à proximité. La gare est desservie par les lignes 2103, 2107, 2108, 2109, 2110, 2111, 2122 et 2163 du réseau de bus Roissy Est et par les services de transport à la demande Filéo Saint-Pathus et TàD Goële.

## Projet
Une étude est menée afin de prolonger le RER B jusqu'à cette gare.

## Galerie de photographies

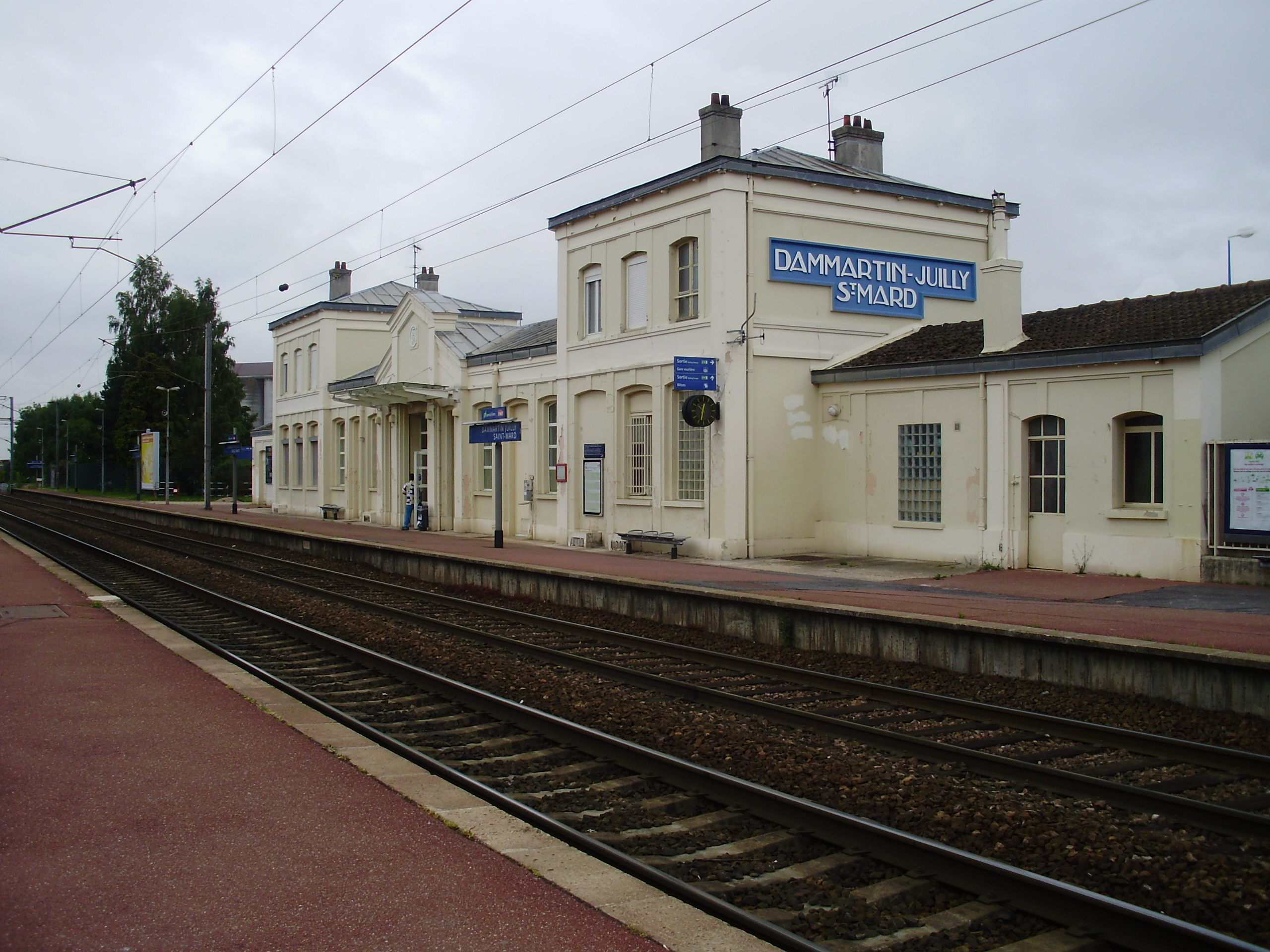
Le bâtiment voyageurs vu des quais.
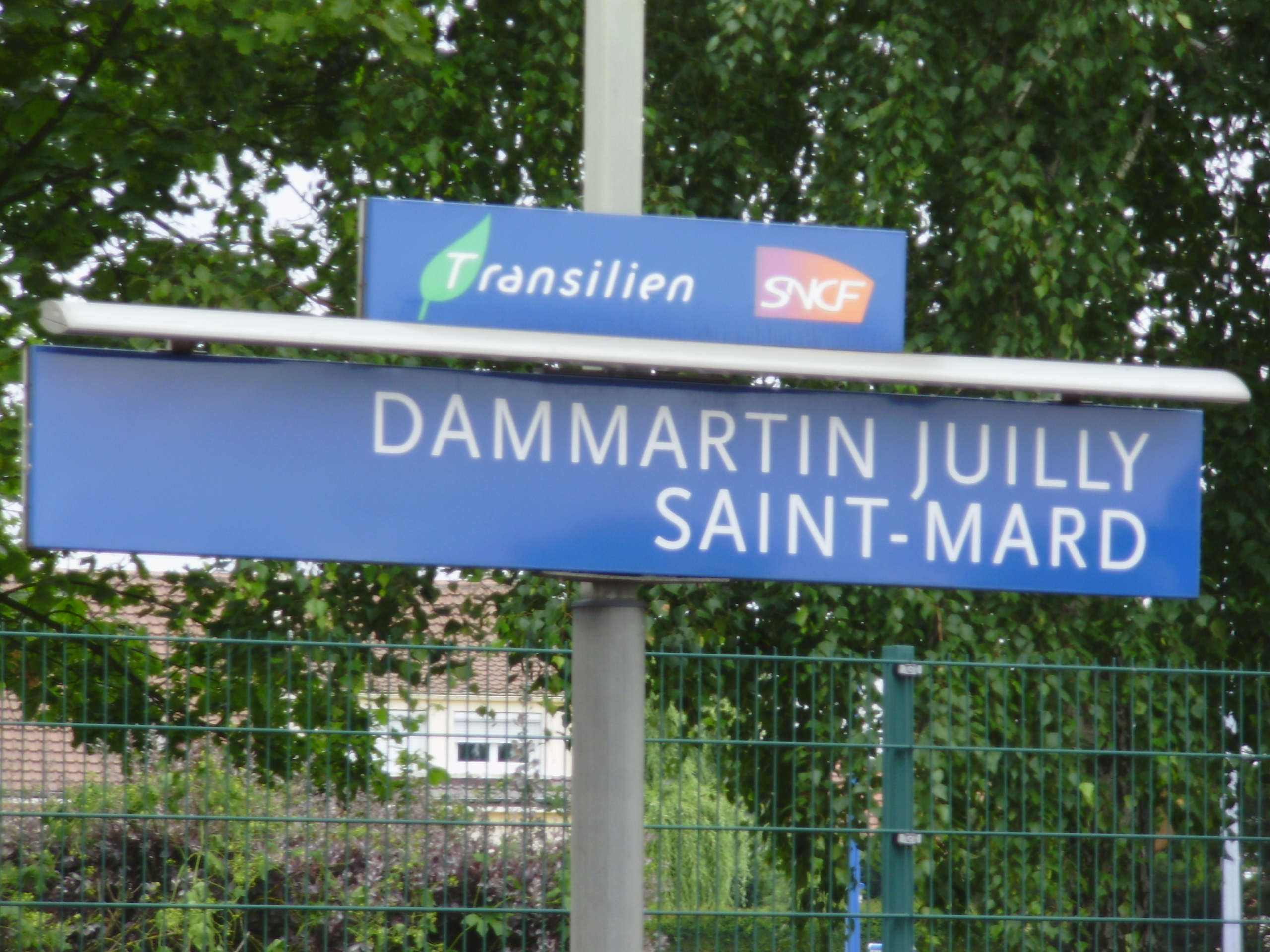
Panneau de quai.
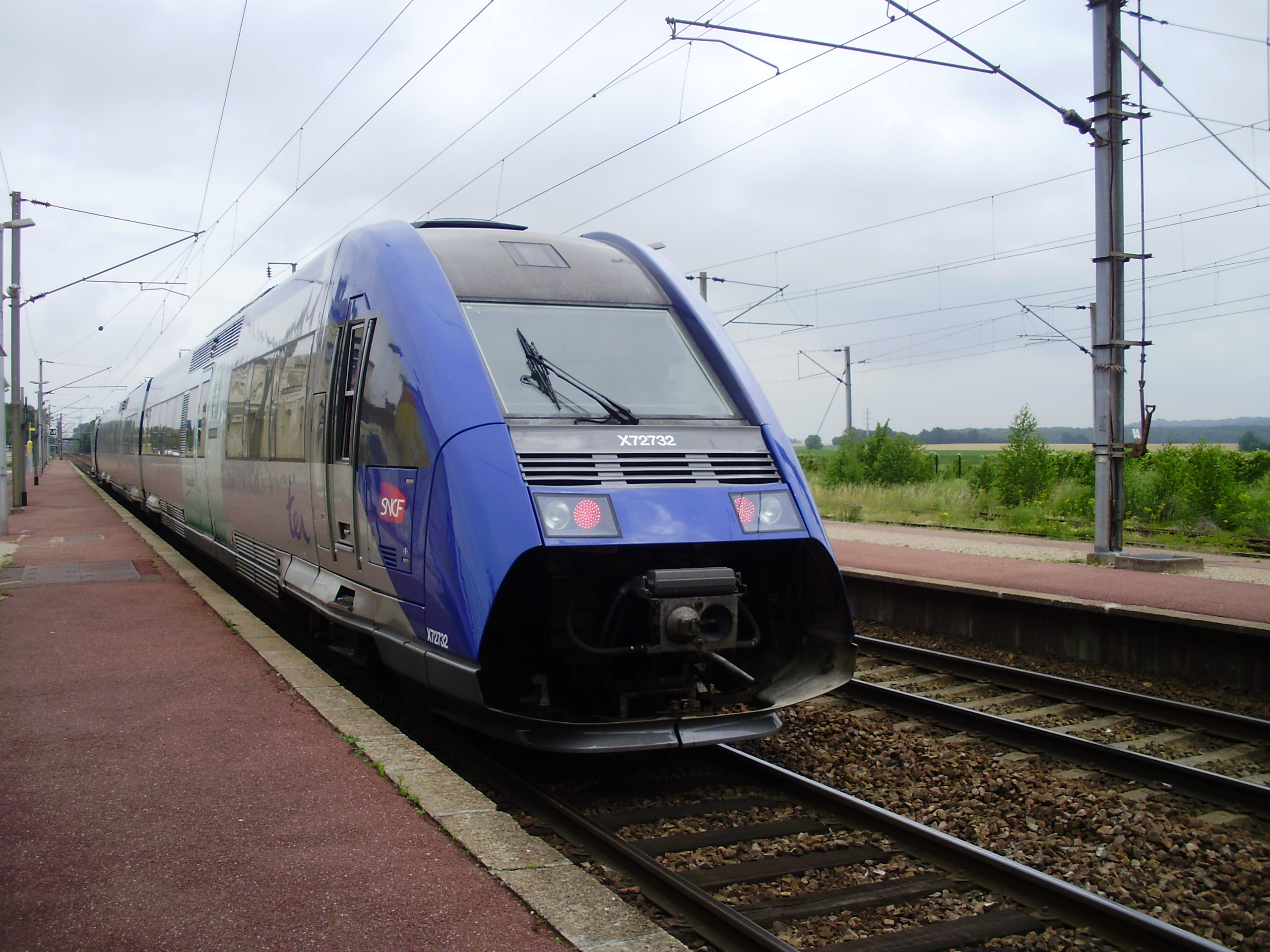
Autorail thermique X 72732.
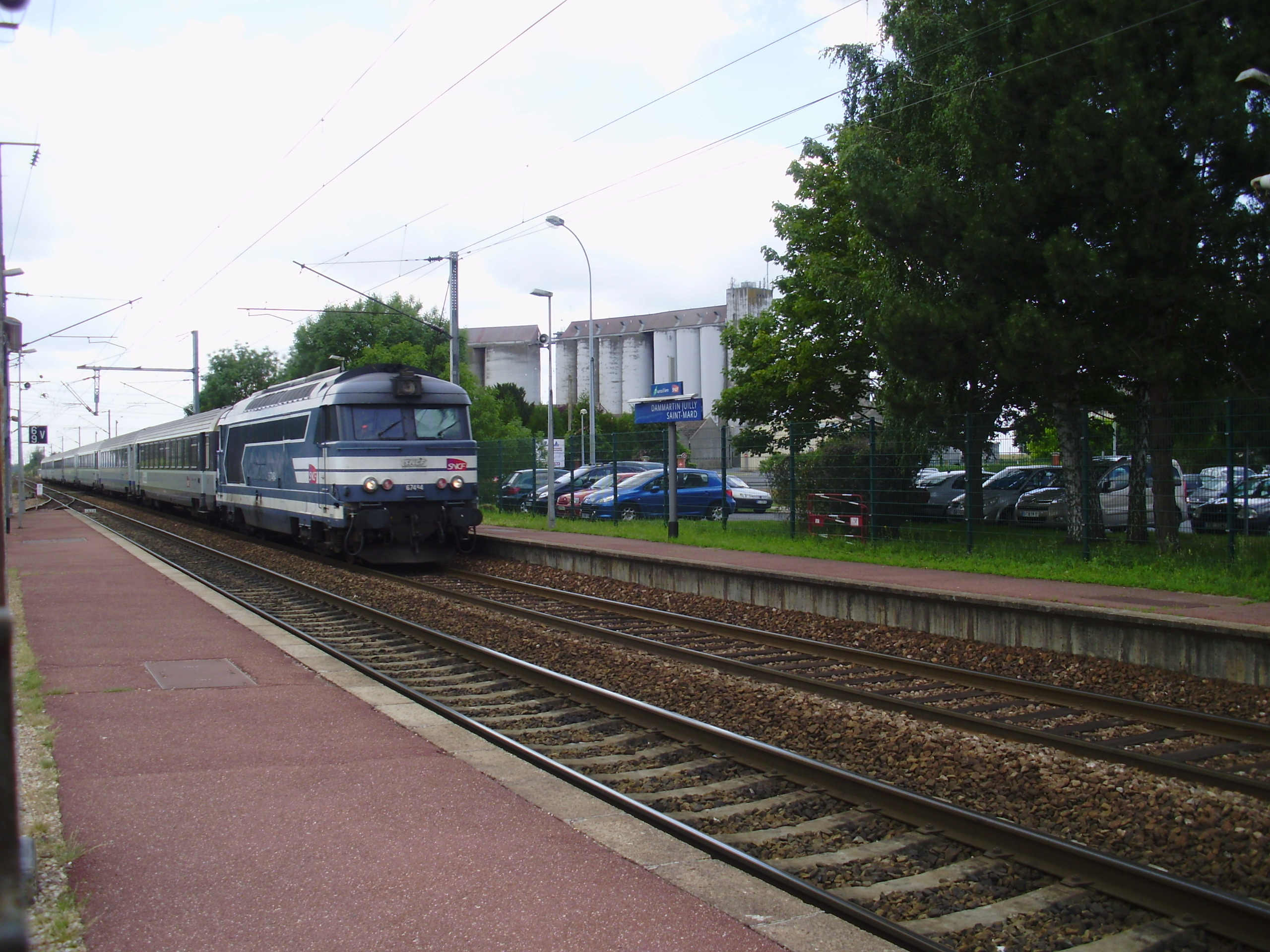
Train TER Paris - Laon passant sans arrêt en 2010.
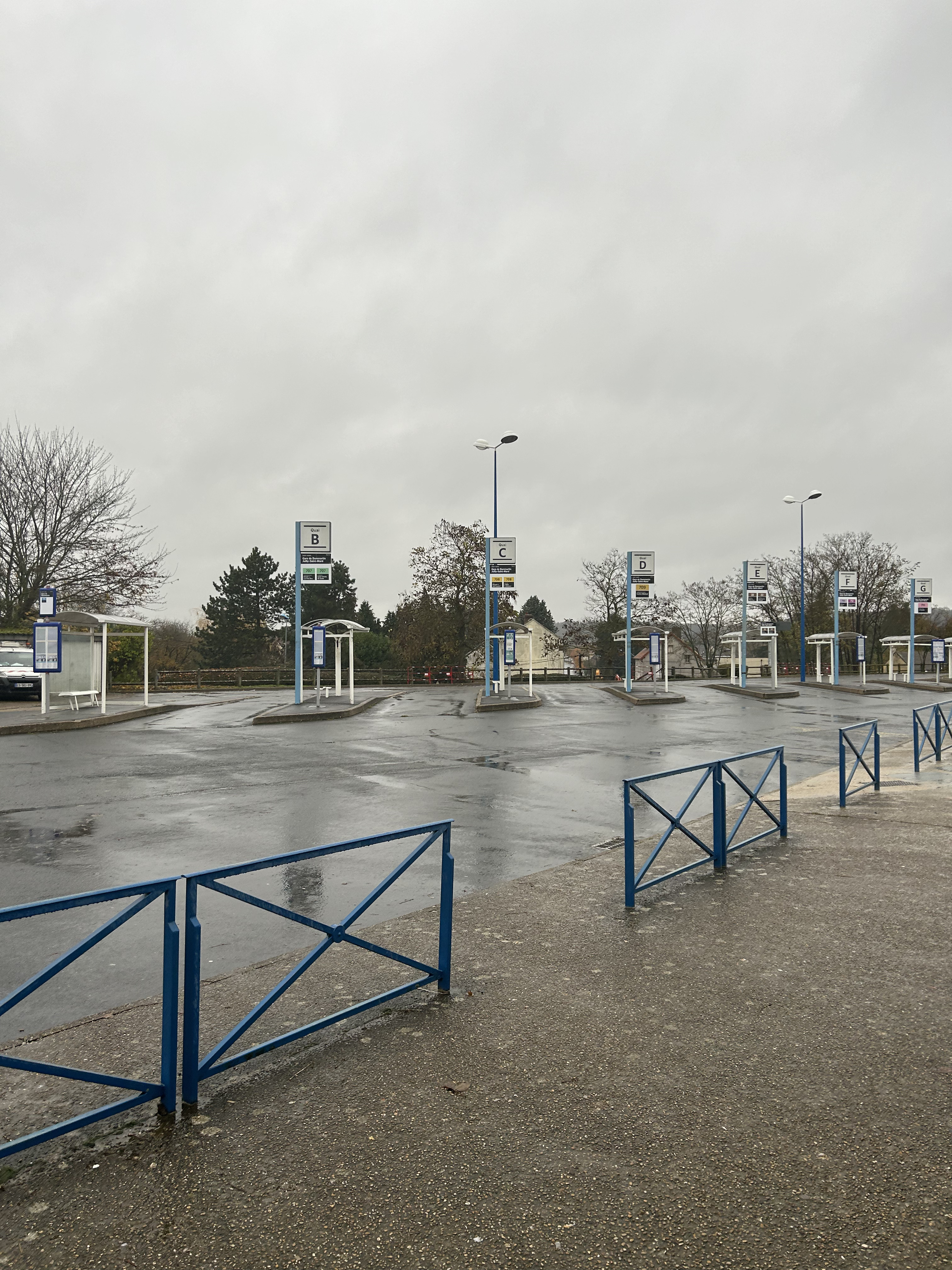
Arrêts de bus.